# ألكسندر سيرجيف
ألكسندر ميخايلوفيتش سيرجيف (الروسية: Александр Михайлович Сергеев) هو فيزيائي روسي، وفي 26 سبتمبر 2017 انتخبَ رئيسًا للأكاديمية الروسية للعلوم.
وُلد في 2 أغسطس 1955 في بوتورلينو في غوركي أوبلاست، ودرسَ الفيزياء في جامعة ولاية غوركي وتخرج عام 1977. بعد التخرج عمل باحثًا في معهد الفيزياء التطبيقية في الأكاديمية الروسية للعلوم في ولاية غوركي، في عام 1982 حصل على درجة الدكتوراة، وقضى جميع حياته العلمية في نفس المعهد. في عام 2015 أصبح مُديرًا للمعهد.
تعتبر الظواهر الفيزيائية غير الخطية أهم اهتمامات ألكسندر البحثية وتتضمن فيزياء البلازما وليزر الفيمتو ثانية.